# 第六天魔王
第六天魔王，又称六梵天主、天魔主、他化自在天主（巴利文：paranimmitavasavatti，音譯婆羅維摩婆奢跋提），佛教中的魔王。亦作魔波旬（梵文：māra-pāpman）。他是欲界天的最高层——第六层“他化自在天”的天主。第六天魔王以世人沉溺于欲樂为己乐，故极力阻挠修行者摆脱欲望，破坏佛法，使众生陷入欲望之中，生起“退转心”，停止精进修行。
许多人常将色界初禪天主（大梵天）、欲界忉利天主（帝釋天）和欲界他化自在天主（第六天魔王波旬）混淆不清，误认为他们的天界和身份相同。事实上，这三者的地位与性质各不相同，彼此之间存在显著区别。

## 概論
魔王波旬，有多种译名，如波俾掾、波椽、波鞞、陂旬、波俾、播裨、波卑夜、波卑面、波旬逾、波䀏等。其名称源自梵文pāpīyas（पापीयस्）或pāpman，及巴利文pāpiya或pāpimant，意为“恶者”或“杀者”。此外，波旬亦称为摩罗（梵文：māra），意为“障碍”或“破坏”。因此，其全称为魔波旬（梵文：māra -pāpman）。《雜阿含經》中也曾稱波旬為夜叉。
欲界天包括四天王天、忉利天、夜摩天、兜率天、化樂天和他化自在天。第六天即他化自在天，其天人被称为天魔，魔王波旬是其首领。在第六天中，天人无需自行创造享乐，而是通过化现他人的乐事获得自在，因此被称为“他化自在天”。波旬的职责之一便是引诱世人沉溺于欲乐之中，以维持天界的享乐状态。
波旬常以诱惑和胁迫的方式，阻碍修行者的道业。當他看到悉達多·乔达摩即將成佛，预见佛法的出现将消除欲乐，威胁其自身的享乐时，便全力阻挠悉达多的修行。
在佛經故事中，釋迦牟尼佛修行過程中曾多次拒絕波旬的誘惑，而波旬宣傳日後將千方百計阻撓佛教徒的修行，使他們沉溺欲樂。波旬有時化身為佛菩薩、僧人、居士模樣歪曲佛法，甚至更常與其魔眾皆化身為美丽的女性引诱修行者。
例如，佛陀训诫波旬所派魔女：“外表虽美，心却不端，犹如装满污秽的华丽琉璃瓶。”魔女闻言自省，匍匐退去。这些故事显示了波旬作为修行路上的障碍之深，但也揭示了克服诱惑的重要意义。

尽管波旬以破坏修行闻名，佛教经典也描绘了其从阻挠佛法到愿护持正法的转变。例如，《大方等大集经》中提到，波旬曾向佛陀发愿保护佛法，并承诺不再造作魔业：
“魔波旬复作是言：‘世尊！若有人能受持是经，我于其人终不造作魔业魔事。’”
波旬还表示愿意化身听闻正法，并护持佛弟子： 
“魔波旬白佛言：‘世尊！若佛弟子有能讀誦如是神咒，其身清凈，我當擁護不作魔業。我以海慧神通力故舍於魔業。隨有國土城邑村落說是法處，我當化身親往聽受。’

佛言：‘善哉，善哉！波旬！汝若能得如是心者，則壞魔業，亦當獲得如是等法。’”
佛经中还记载，波旬闻佛陀说法后，心生欢喜，发愿护持佛法，并明确表示不会再施行魔业：
“魔王波旬於系得脫，心生歡喜，即作是言：‘如我今聞不可說法而得解脫。若有善男子、善女人聞是法者，亦當如我於顛倒中而得解脫，一切眾魔不得其便。’”
從經中，可以得知波旬也曾聞法歡喜，而且發願擁護不作魔業。
“以上非真實法，是魔所說法”
《大集经》吸收了多民族的鬼神信仰，赋予佛教独特的鬼神观念。虽然佛教承认鬼神的存在，但将其视为受业力约束的众生，而非能左右国运与人生的超然力量。然而，《大集经》改变了这一传统观念，将鬼神分为善恶两类：以波旬为首的恶鬼专门破坏三宝（佛、法、僧）；而善神则护佑佛徒，令恶鬼无法为害。鬼神对众生的态度因众生对佛法的信仰而转变。由此，佛教宣扬信仰正法乃唯一出路，使鬼神对佛法形成护持关系。

## 記載

### 波旬的前世与堕落
据《付法藏因缘传》記載，波旬曾供养过一位辟支佛八戒斋，凭借这些福报，他得以成为天王（他化自在天主）。由于贪欲的驱使，他对正法产生怀疑，甚至诽谤佛法，乐于消灭佛法，因此无法受到佛法的度化，长期与佛为敌。
《大悲经》记载了魔王波旬的最终归宿。经中佛陀预言，波旬在命终时将现出五衰相，心生恐惧，堕入地狱最深处——阿鼻地狱（无间地狱）。在那里，他将承受无尽的痛苦，并在这段苦难中深刻忏悔。
《大集大虚空藏菩萨所问经》则描述了波旬在经历地狱之苦后，升至忉利天，归依佛法并与其眷属共同修行，最终得以脱离苦海成佛。

### 释迦牟尼与波旬的斗争
佛经中提到，魔王波旬因担心悉达多太子（后来的释迦牟尼佛）成佛后会影响他的权柄，便多次干扰他的修行，阻挠他圆成佛果。例如，他派出三位魔女：特利悉那（爱欲）、罗蒂（乐欲）、罗伽（贪欲），以妩媚姿态试图诱惑太子。魔女盛装严饰，凌波微步来到悉达多太子前殷勤献媚，但太子深心寂定，对魔女淫荡的挑逗视而不见，毫不动心，犹如莲花出污泥而不染。魔女竭尽种种妖娆之态淫媟之状，太子训诫她们道：
“你们形态虽好，心不端正，好比精美的琉璃瓶满盛粪秽，不自知耻，还敢来诳惑人吗？”
使魔女得见自身恶态，只见骷髅骨节，皮包筋缠，脓囊涕唾，魔女意念一转，匍匐而遁。波旬见诱惑失败，愤怒地带领众魔毒虫怪兽，带上毒雷毒箭，来到悉达多太子座前。魔王威胁说：如果太子不立即回到皇宫去享受荣华富贵的生活，就让太子粉身碎骨死在树下。悉达多太子专心修行思考，对魔王的威胁如同没有听见。魔王命众魔刀箭齐发，太子身发净光，众魔尽皆跌扑，刀箭都不能挨近太子的身体。这时天空一声巨响，護法来帮助太子，将魔鬼全部驱散。如此一夜後，悉達多太子終得以成佛，號釋迦牟尼佛。

### 波旬的儿子商主
《大悲经·商主品第二》記載，波旬有五百个儿子，其中长子恶口，亦名商主，虽为魔王之子，却是一位虔诚的佛弟子。他常规劝父亲波旬不要行不义之事。佛陀曾授记商主未来将修行成辟支佛。

## 軼事
日本戰國大名織田信長被称为“第六天魔王”的说法，最早见于《日本耶稣会年报》中傳教士路易斯·弗洛伊斯寫給耶穌會的信件。据传，1572年武田信玄计划上京时致信织田信长，署名“天台座主沙门信玄”，而信长的回信则署名“第六天魔王信长”。
然而，战国史料并未记载武田信玄自称“天台座主”，仅提到他在覺恕法親王安排下担任过权僧正。部分资料如《甲陽軍鑑》中的信玄書信提及信長乃“天魔變化也”（《醍醐寺理性院文書》抄本中记为“天魔破旬變化也” ）。但《甲陽軍鑑》的史实可靠性存疑，其内容与战国史料多有矛盾。因此，信长与“第六天魔王”的关联更可能是后世附会之说。
據說，信长自称皈依日本佛教法華宗（其墓位于臨濟宗大德寺總見院與真言宗之高野山），并以“妙法蓮華經”等字樣為軍旗。另有说法认为，信长因推行“天下布武”政策，致力于统一日本，與多方佛教势力為敵。他曾下令烧毁天台宗比叡山，圍剿一向宗的總本山石山本願寺，并派兵包圍真言宗高野山。因此，他被佛門中人愤怒地称为“第六天魔王”。

## 參看
- 欲界
- 鈴鹿御前
- 足利義教
- 織田信長

## 資料來源
1. 1 2 3 4 5 6  《佛本行集經》卷第二十八
2. 1 2 3 4 5 6  《佛說魔嬈亂經》
3. 1 2 3  《佛說大乘十法經》
4. ↑  慧琳《一切经音义》卷十（大五四·三六九上）：“旬字，本从目，音‘县’，误书从日为旬，今验梵本无巡音，盖书写误耳，传误已久。
5. ↑  窥基大師 《大乘法苑·义林章卷六》（大四五·三四八中）：“梵云魔罗，此云扰乱障碍破坏；扰乱身心，障碍善法，破坏胜事。（中略）……又云波卑夜，此云恶者，天魔别名，波旬，讹也，成就恶法、怀恶意故。”
6. ↑  《大智度论》卷五十六，谓“魔名为‘自在天王’。此魔王常随逐佛及诸弟子，企图扰乱之；而违逆佛与娆乱僧之罪，乃诸罪中之最大者，故此魔又名‘极恶’”。
7. ↑  《雜阿含經》第1097經：「 時，魔波旬……化作年少，往住佛前……。爾時，世尊作是念：『惡魔波旬欲作嬈亂。』即說偈言：『汝夜叉當知，眾生群集生，諸有智慧者，孰能不哀愍？以有哀愍故，不能不教化，哀愍諸眾生，法自應如是。』」
8. ↑  《付法藏因缘传》：波旬。汝曾供养一辟支佛受八戒斋。由斯福故得为天王。
9. ↑  《付法藏因缘传》：魔复言曰。我于往昔施辟支佛得为天主。
10. ↑  《大悲经》：“（佛說）我涅盘后正法灭已，是魔波旬得大喜悦，以喜悦故坠落魔宫，堕于阿鼻大地狱中，具受无量种种苦恼。何以故？以魔波旬于是大胜慧灯慧光隐灭之时生大喜故。”
11. ↑  《大集大虚空藏菩萨所问经》卷第七：“佛复告阿难陀言：此魔波旬，当成佛时，与诸眷属，于彼彼世界，各各异名。”
12. ↑  .   [2017-04-18]. （原始内容存档于2020-02-15）.
13. ↑  元亀4年（1573年）正月11日付け書状：「抑信長企逆乱、山上山下消亡（延暦寺）、諸仏物落取、已厳私用、極栄花諸人閉口、頻申眉仕立、偏仏法王法破滅、天魔波旬変化也、合昇殿登高官、奉軽尊体之咎、無所遁其罪、…」。
14. ↑  本段引述自《貞元年間 卷（一) 廿卅隨筆》【史.織田信長之《敦盛》】一文, ISBN 978-986-979-390-2 (PDF （页面存档备份，存于）)。